# Cleome grandidieri
Cleome grandidieri là một loài thực vật có hoa trong họ Màng màng. Loài này được Baill. mô tả khoa học đầu tiên năm 1885.